# Волик Леонід Іванович
Леоні́д Іва́нович Волик (1985—2022) — старший сержант Збройних Сил України, учасник російсько-української війни, який загинув під час російського вторгнення в Україну.

## Життєпис
Народився в с. Лебедин Шполянського району Черкаської області. Його сім'я переїхала та оселилася в с. Геронимівка Черкаського району, де він закінчив школу. Строкову службу проходив у прикордонних військах. Після служби повернувся до села, займався підприємництвом. 
У грудні 2021 року підписав контракт зі Збройними Силами України. 
Під час російського вторгнення в Україну у 2022 році загинув 17 квітня 2022 року в боях поблизу смт Новотошківське на Луганщині. Йому було 37 років.
Похований у с. Геронимівка на Черкащині. Залишилися батьки та двоє сестер.

## Нагороди
- орден «За мужність» III ступеня (22.05.2022) (посмертно) — за особисту мужність і самовіддані дії, виявлені у захисті державного суверенітету та територіальної цілісності України, вірність військовій присязі.[3]

Нагороду Леоніда Волика отримала 15 листопада 2022 року під час сесії Черкаської міської ради його мати — Людмила Петрівна.